# Robert Vladislavić
Robert Vladislavić (12 agosto 1968) è un ex calciatore croato, di ruolo difensore.

## Carriera
Cresciuto nelle giovanili dell'Hajduk Spalato debuttò in prima squadra il 6 dicembre 1986 subentrando, nella trasferta valevole per il campionato, contro il Sloboda Tuzla. Fece parte della formazione dei Majstori s mora che vinse il primo campionato croato dell'allora neo stato indipendente.

## Palmarès

### Competizioni nazionali
- Coppa di Jugoslavia: 1

Hajduk Spalato: 1990-1991
- Campionato croato: 3

Hajduk Spalato: 1992, 1993-1994, 1994-1995
- Coppa di Croazia: 2

Hajduk Spalato: 1992-1993, 1994-1995
- Supercoppa di Croazia: 2

Hajduk Spalato: 1993, 1994